# Obere Grünangeralm
Die Obere Grünangeralm ist eine aufgelassene Alm auf dem Hochplateau der Reiter Alm auf dem Gebiet der Gemeinde Ramsau.

## Lage
Die Obere Grünangeralm befindet sich westlich unterhalb des Zirbenecks. Die Untere Grünangeralm liegt in nördlicher Richtung.

## Bauten
Auf der Oberen Grünangeralm sind heute keine Almhütten mehr vorhanden.

## Heutige Nutzung
Die Alm wurde bereits vor dem Ersten Weltkrieg aufgegeben. Die Weideflächen der Reiter Alm werden heute jedoch als eine Einheit bestoßen.